# Krutzen (Wüstung)
Krutzen war ein Ort bei Frankfurt am Main, etwa sieben Kilometer nordwestlich des heutigen Stadtkerns in der Nähe des Dorfes Kalbach gelegen, der vermutlich in der ersten Hälfte des 16. Jahrhunderts untergegangen ist und zur Wüstung wurde. Die Siedlung lag auf einer Höhe von 129 m ü. NHN.

## Siedlungsgeschichte

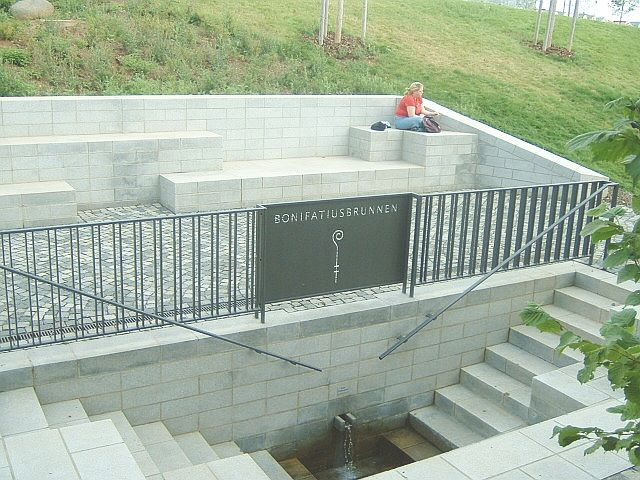
Der heutige Bonifatiusbrunnen unterhalb der Kalbacher Höhe, verm. die frühe Brunnenkapelle

Die Siedlung wurde im Jahr 1256 erstmals erwähnt, jedoch kann anhand von Funden aus dem Jahr 1983 nachgewiesen werden, dass sie seit dem späten 8. Jahrhundert bestanden hatte. Das Gehöft bestand aus einem Wohnhaus und Grubenhäusern sowie der Crutzenkirche. Im 9./10. Jahrhundert wurde daraus eine Siedlung. Der Ausbau der Kirche mit einer Brunnenkapelle (verm. heutige Bonifatiusquelle) erfolgte im 12. Jahrhundert, die im 13. Jahrhundert aufgeben wurde. In der ersten Hälfte des 16. Jahrhunderts wurden die Kirche und der Ort aufgegeben, lediglich der Friedhof wurde noch weiter benutzt.

## Besitz
Im Jahr 1310 belehnte der Fürstabt Heinrich V. von Fulda Siegfried von Eppstein mit dem Stiftshof zu Kalbach, mit vier Höfen daselbst, genannt das Kargengut, und mit dem Patronatsrecht über die Kirche zu Krutzen.

## Kirche
Ab 1256 ist eine Kirche nachgewiesen, die ab 1310 zur Pfarrei erhoben wurde. Zum Kirchspiel gehörten die Hälfte von Kalbach, die Wüstung Niederstedten und Weißkirchen.

## Historische Namensformen
- Crucen (1256)
- Crutzen (1257)
- Cruze (1250–60)
- Cruzen (1310)